# Rimska Armenija
Armenija je bila od konca 1. stoletja dalje delno ali v celoti podložna Rimskemu cesarstvu in njegovemu nasledniku Bizantinskemu cesarstvu. Cesar Trajan je  leta  114 na njenem ozemlju ustanovil rimsko provinco, ki jo je že leta 118  ukinil cesar Hadrijan.

## Zgodovina
Armenija je bila kot rimska provinca pod neposredno rimsko oblastjo samo nekaj let med vladanjem cesarja Trajana, njena zgodovina vazalne in od Rima odvisne države pa se je v resnici začela že leta 66 pr. n. št. s Pompejevim pohodom v Armenijo in je trajala večji del naslednjih treh stoletij.

### Vojna s Partskim cesarstvom
Med širjenjem Rimske republike proti vzhodu je Pompej leta 66/65 pr. n. št. osvojil Armensko kraljestvo, v katerem je vladala dinastija Artaksidov in ga razglasil za rimski protektorat. Takšno stanje je trajalo naslednjih sto let. Proti sredini 1. stoletja n. št. je rimska prevlada zaradi rastoče moči Partskega cesarstva postala vprašljiva. Napetosti so leta 58 prerasle v vojno, v kateri je Gnej Domicij Corbulon ponovno vzpostavil ravnotežje sil. Vojna se je po neodločeni bitki pri Randeji leta 64 končala s kompromisom:  armenski prestol so nasledili partski princi iz Arsakidske dinastije, vendar je moral njihovo imenovanje odobriti rimski cesar.

### Rimska provinca
Cesar Trajan je leta 113 odšel z vojsko  iz Antiohije proti Evfratu in od tam  proti severu do najbolj oddaljenega tabora legij v Satali v Mali Armeniji. Naslednje leto je vdrl v Armenijo, ki je bila že nekaj let pod partsko oblastjo, in osvojil prestolnico Artašat.  Odstavil je kralja Partamasirja  in ukazal priključitev Armenije kot polnopravne rimske province k Rimskemu cesarstvu. Trajan je zatem vdrl v Mezopotamijo in tudi iz nje naredil rimsko provinco.
Provinca Armenija je segala do obale Kaspijskega jezera in na severu mejila na rimski vazalni državi Kavkaško Iberijo in Kavkaško Albanijo. Armenijo je skupaj s Kapadokijo upravljal Katilij Sever iz družine Klavdijcev.
Rimski senat je ob ustanovitvi provinc  izdal priložnostni kovanec z napisom ARMENIA ET MESOPOTAMIA IN POTESTATEM P.R. REDACTA E'. Upor partskega pretendenta za armenski prestol so zatrli, vendar so se občasni upori nadaljevali in  Vologasu III. Partskemu je tik pred Trajanovo smrtjo avgusta 117 uspelo osvojiti del jugovzhodne Armenije. 
Po Trajanovi smrti se je njegov naslednik Hadrijan odločil, da province Armenije ne bo obdržal. Leta 118 se ji je odrekel in za armenskega kralja imenoval Partamaspata, ki so ga Parti kmalu porazili. Partamaspat je pobegnil k Rimljanom, ki so ga za tolažbo imenovali za sovladarja Osroene v zahodni Veliki Armeniji. 
Rimski cesar Antonin Pij je leta 140 za armenskega kralja imenoval Sohema. Samo nekaj let kasneje, leta 161, so Armenijo ponovno osvojili Parti Vologasa IV. Partskega. Leta 163  je Statij Priscij Parte porazil   in na armenski prestol ponovno posadil Sohema. Sohemova grobnica je verjetno edini res dobro ohranjeni rimski tempelj v Armeniji (tempelj v Garniju).
Od takrat dalje je bila Armenija pogost predmet spora med obema cesarstvoma in njunimi kandidati za armenski prestol. Takšno stanje je trajalo do prihoda Sasanidov.
Po njihovem prihodu sta se moč in oblast  Rima v Armeniji še povečala, vendar je obdržala svojo neodvisnost celo kot vazalna država. Bila je zvesta zaveznica Rima proti Sasanidskemu cesarstvu. Ko je Septimij Sever napadel Ktezifon, je bilo v njegovi vojski mnogo Armencev in v 4. stoletju so iz njih sestavili Prvo in Drugo armensko legijo.
V drugi polovici 3. stoletja so sasanidsko prestolnico Ktezifon in dele južne Armenije izropali Rimljani pod poveljstvom cesarja Marka Avrelija Kara. Leta 299 je cela Armenija po pol stoletni perzijski oblasti pripadla Dioklecijanu kot rimsko vazalno ozemlje.

### Bizantinska Armenija
Leta 363 sta Bizantinsko in Sasanidsko perzijsko cesarstvo podpisala sporazum, s katero sta si razdelila Armenijo. Večji del Armenije (Perzarmenija) so dobili Sasanidi, manjši del na zahodu pa Bizantinci.
V letih 384 do 390 sta državi podpisali Acilisensko mirovno pogodbo, ki se običajno datira v leto 387, s katero sta določili natančen potek meje. Meja je potekala od točke malo vzhodno od Karina, ki je bil kmalu zatem preimenovan v Teodozijopol, proti jugu do točke zahodno od Nisibisa v Mezopotamiji. Ozemlje pod bizantinsko oblastjo se je nekoliko povečalo, vendar je v perzijskih rokah še vedno ostalo približno štiri petine armenskega ozemlja.
V nasprotju z Malo Armenijo zahodno od Evfrata, ki je bila že v času Dioklecijana razdeljena na polnopravni provinci Armenija I in Armenija II, vključeni v Pontsko diocezo, so nova ozemlja dobila različne stopnje samouprave.  Severna polovica, Velika Armenija (Armenia Maior), je imela položaj civitas stipendaria s  civilnim guvernerjem z nazivom comes Armeniae.  To pomeni, da je obdržala notranjo samoupravo, vendar je morala plačevati davek in prispevati vojake za redno vojsko Bizantinskega cesarstva. Satrapije (latinsko gentes) na jugu, ki so bile pod rimskim vplivom že od leta 298, so bile skupina šestih popolnoma samostojnih kneževin (Ingilena, Sofena, Anzitena, Astianena, Sofanena in Balabitena), ki so se pridružile Rimskemu  cesarstvu kot  civitates foederatae.
Lokalni armenski nahararji so imeli na svojih ozemljih popolno oblast. Od njih so zahtevali samo to, da so cesarju na njegovo zahtevo dali na razpolago svoje vojake in da so mu v znak svoje podložnosti poslali zlato krono. V zameno so od cesarja dobili kraljeve insignije, vključno z rdečimi čevlji.
Takšno stanje je ostalo nespremenjeno do leta 485, ko je izbruhnil velik neuspešen upor satrapov proti cesarju Zenonu (vladal 474–491). Satrapi so po uporu izgubili suverenost in pravico do dedovanja položaja, satrapije pa so postale davkoplačevalske civitates stipendariae z državno upravo. Cesar Justinijan I. (vladal 527–565) je uvedel vrsto vsestranskih državnih reform. Kmalu po prihodu na prestol leta 527 je ukinil položaja duksa Armenije (dux Armeniae), odgovornega za Malo Armenijo, in komesa Armenije (comes Armeniae) in vojaške sile na ozemlju Armenije podredil  magistru militum za Armenijo (magister militum per Armeniam) s sedežem v Teodozijopolisu. Leta 536 je uvedel nove reforme, s katerimi je ukinil samoupravo na  ozemljih vzhodno od Evfrata in ustanovil štiri nove province. Notranja  Armenija (Armenia Interior) je bila z deli Ponta (Pontus Polemoniacus) in  Armenije I združena v novo provinco Armenia I Magna. Provinci Armenija I in Armenija II sta bili razdeljeni na Armenijo II in Armenijo III, stare satrapije pa v provinco Armenijo IV. Leta 538 se je armensko plemstvo zaradi izjemno visokih davkov ponovno uprlo in doživelo poraz. Poraženci so se morali umaknili v Perzijo. 
Leta 591 sta cesarja Kozrav II. Parviz (vladal 590-628) in Mavricij (vladal 582-602) sklenila pogodbo, s katero je večina Perzamenije pripadla Bizantinskemu cesarstvu.

### Kasnejša zgodovina
Armenija je bila v letih 602-628 prizorišče dolge bizantinsko-sasanidske vojne.
Po arabski osvojitvi Armenije leta 639 so v bizantinskih rokah ostali samo zahodni deli Armenije, ki so tvorili Armensko temo (Armeniakon). V Armeniji so zavladali emirji in lokalni knezi, ki jih je imenoval kalifat. 
Ko je moč kalifata začela pojemati in so odročne pokrajine začele razglašati svojo neodvisnost, so bili Bizantinci na začetku 10. stoletja spet dovolj močni, da so med vojnimi pohodi Ivana Kurkuasa ponovno uveljavili svoj vpliv nad armenskimi kneževinami. V prvi polovici 11. stoletja je med vladanjem Bazilija II. in njegovih naslednikov večina Armenije prišla pod neposredno bizantinsko oblast, ki je trajala do bitke pri Manzikertu leta 1071, po kateri so Armenijo zasedli Seldžuki.

## Krščanstvo
Vpliv krščanstva se je v Ameniji občutil že v 1. stoletju n. št., ko sta tja prišla apostola Jernej (Bartolomej) in Juda Tadej in ustanovila Armensko apostolsko cerkev. V Armeniji je do takrat prevladovalo zoroastrstvo, ki sta ga podpirali Partsko in Sasanidsko cesarstvo, manjši del prebivalstva je prakticiral poganstvo.  
Za sv. Jerenja se trdi, da je bil mučen v Albanopolu v Armeniji. Prva različica njegovega mučeništva pravi, da je bil obglavljen, druga, bolj priljubljena, pa da so ga živega odrli in križali z glavo navzdol. Sv. Jernej naj bi v krščanstvo spreobrnil armenskaga kralja Polibija, Jernejevo usmrtitev pa je zatem ukazal Polibijev brat Astiag.
Armenija je bila prva država, ki je sprejela krščanstvo kot državno vero. Uradno se je to zgodilo leta 301, ko je sveti Gregor Razsvetitelj prepričal armenskega kralja Tiridata III., naj prestopi v krščanstvo.
Po Dioklecijanovi zmagi nad Sasanidi je Armenija leta 299 ponovno postala vazalna država Rimskega cesarstva. Rim si je s tem zagotovil močan kulturni vpliv na ozemljih vzhodno od Male Azije, kar je v prvih desetletjih 4. stoletja pripeljalo do širjenja sirskega krščanstva iz središča v Nisibisu in nazadnje do popolne kristjanizacije Armenije.
V 4. stoletju je sv. Gregor reorganiziral armensko cerveno hierarhijo in od takrat se najvišji cerkveno poglavarji imenujejo katolikos. Za sedež katolikata je izbral prestolnico Vagaršapat, sedanji Ečmiadzin, kjer je leta 301-303 zgradil obokano baziliko. Rimski guverner Armenije Vahan Mamikonjan je leta 480 ukazal, da se na mestu razpadle bazilike zgradi nova cerkev, ki stoji še danes.
Zaradi stalnih političnih pretresov v naslednjih stoletjih se je sedež Armenske apostolske cerkve selil skupaj s sedežem politične moči, ki se je v 13. stoletju končala v bizantinski Kilikiji.